# István Szelei
István Szelei (Szentes, 7 dicembre 1960) è un ex schermidore ungherese, vincitore di una medaglia di bronzo nella scherma ai giochi olimpici.